# Mảng Cocos

Mảng Cocos, có màu lam xám, ngoài khơi phía Thái Bình Dương của khu vực Trung Mỹ

Mảng Cocos là một mảng kiến tạo kiến tạo đại dương nằm dưới đáy Thái Bình Dương ngoài khơi vùng duyên hải miền tây Trung Mỹ, được đặt tên theo đảo Cocos là hòn đảo nằm trên nó.
Mảng Cocos được tạo ra từ tách giãn đáy biển dọc theo dốc Đông Thái Bình Dương và sống đại dương Cocos, đặc biệt trong khu vực phức tạp mà các nhà địa chất gọi là hệ tách giãn Cocos-Nazca. Từ khi xuất hiện thì mảng này đã bị đẩy về phía đông và bị đẩy hay lôi kéo (có lẽ cả hai) phía dưới mảng Caribe nằm trên và ít đặc chắc hơn, trong một quá trình gọi là sự chìm lún. Phần rìa phía trước đã bị hút chìm tỏa nhiệt và bổ sung thêm nước vào lớp phủ trên nó. Trong phần của lớp phủ gọi là quyển mềm thì các loại đá lớp phủ nóng chảy để tạo ra macma, bẫy nước quá nhiệt dưới một áp suất lớn. Kết quả là về phía đông bắc của rìa đang chìm lún xuất hiện một vòng cung liên tục các núi lửa kéo dài từ Costa Rica tới Guatemala và một vành đai động đất kéo dài xa hơn về phía bắc tới México. 

Ranh giới phía bắc của mảng Cocos là rãnh Trung Mỹ. Ranh giới phía đông là một phay biến dạng gọi là đới đứt gãy Panama. Ranh giới phía nam là một sống đại dương gọi là dốc Galápagos. Ranh giới phía tây là một sống đại dương khác gọi là dốc Đông Thái Bình Dương.
Mảng Cocos và mảng Nazca là các dấu tích còn lại của mảng Farallon trước đây và đã vỡ ra khoảng 23 triệu năm trước. Các điểm nóng dưới quần đảo Galápagos nằm dọc theo dốc Galápagos Rise. (xem điểm nóng Galápagos)
Mảng Rivera ở phía bắc mảng Cocos được cho là đã tách ra từ mảng Cocos khoảng 5-10 triệu năm trước. Ranh giới giữa hai mảng này dường như thiếu một phay chuyển dạng xác định, mặc dù chúng thể hiện rõ ràng.
Trận động đất thành phố Mexico 1985 diễn ra ngày 19 tháng 9 năm 1985 với cường độ đạt 8,1 độ trên thang độ Richter là kết quả của sự chìm lún của mảng Cocos phía dưới mảng Bắc Mỹ.